# Clauß Peter Sajak
Clauß Peter Sajak (* 23. Februar 1967 in Leverkusen) ist ein römisch-katholischer Theologe und Professor für Religionspädagogik an der Katholisch-Theologischen Fakultät der Universität Münster.

## Leben
Clauß Peter Sajak studierte nach Schulzeit und Zivildienst von 1989 bis 1995 römisch-katholische Theologie, Germanistik, Philosophie und Pädagogik an der Universität Bonn und an der Universität Freiburg. Danach verbrachte er ein Jahr an der Michigan State University in East Lansing in den USA. Nach Referendariat und Promotion wurde er 1998 Studienrat am Elly Heuss-Knapp Gymnasium in Heilbronn.
Von 2002 bis 2008 arbeitete Sajak als Referent für Hochschulen im Bischöflichen Ordinariat des Bistums Mainz. Er habilitierte sich 2004 in Katechetik und Pädagogik an der Universität Freiburg und lehrte im Rahmen von Lehrstuhlvertretungen an den Universitäten in Augsburg, Münster und Siegen. Seit 2008 ist Sajak Professor für Religionspädagogik und Didaktik des Religionsunterrichts an der Katholisch-Theologischen Fakultät der Universität Münster. Seine Forschungsschwerpunkte sind Fragen der Nachhaltigkeit religiöser Bildung, die Didaktik interreligiösen Lernens, Konzeptionen liturgischer Bildung und das Profil katholischer Schulen. Er ist besonders im christlich-islamischen Dialog engagiert, unter anderem zusammen mit Mouhanad Khorchide als Gründer des Christlich-Islamischen Forums für Religionspädagogik (CIFR) in der Akademie Franz-Hitze Haus in Münster.

## Veröffentlichungen (Auswahl)
- Exil als Krisis. Selbstkundgabe, Erinnerung und Realisation als Beitrag deutschsprachiger Exilliteratur zu einer narrativen Religionsdidaktik. Schwabenverlag, Ostfildern 1998, ISBN 978-3-7966-0935-0.
- Das Fremde als Gabe begreifen – Auf dem Weg zu einer Didaktik der Religionen aus katholischer Perspektive. LIT-Verlag, Münster 2005, ISBN 978-3-8258-8480-2.
- Kippa, Kelch und Koran. Interreligiöses Lernen mit Zeugnissen der Weltreligionen. Ein Praxisbuch. Kösel-Verlag, München 2010, ISBN 978-3-466-36896-9.
- Religion unterrichten. Voraussetzungen, Prinzipien, Kompetenzen. Klett/Kallmeyer, Seelze 2013, ISBN 978-3-7800-4900-1.
- Zusammen mit Judith Könemann und Simone Lechner: Einflussfaktoren religiöser Bildung. Eine qualitativ-explorative Studie. Springer, Wiesbaden 2016, ISBN 978-3658137571.
- Interreligiöses Lernen. Wissenschaftliche Buchgesellschaft, Darmstadt 2018, ISBN 978-3-534-74325-4.
- Trialogisches Lernen konkret. Zehn Jahre Schulenwettbewerb der Herbert Quant-Stiftung – eine Bilanz, Freiburg i. Br. 2019, ISBN 978-3-451-38619-0.
- Zusammen mit Marcus Hofmann und Gabriele Otten: Schritt für Schritt zum guten Religionsunterricht. Praxisbuch für Studium, Referendariat und Berufseinstieg, Seelze 2021, ISBN 978-3-7727-1416-0.
- Zusammen mit Michael Langer und Andreas Redtenbacher: Unterwegs zum Geheimnis. Handbuch der Liturgiepädagogik, Freiburg i. Br. 2022, ISBN 978-3-451-39177-4.